# Zamora (Zamora)
Pour les articles homonymes, voir Zamora (homonymie).
Zamora est l'une des cinq paroisses civiles de la municipalité de Zamora, dans l'État d'Aragua au Venezuela. Sa capitale est Villa de Cura, chef-lieu de la municipalité.

## Géographie

### Démographie
Hormis sa capitale Villa de Cura également chef-lieu de la municipalité, la paroisse civile possède un grand nombre de localités :
- Apamatico
- Campo Allegre
- Casa Blanca
- Chaguaramos
- El Ancón
- El Chino
- El Samán
- El Tamarindo
- La Carita
- La Cumbre
- Las Cocuizas
- Las Guasduas
- Los Tanques
- Múcura
- Paragüita
- Pedregal
- Pedregalito (partagé avec San Juan de Los Morros dans l'État de Guárico)
- Piedra Pintada
- Píritu (partagé avec San Juan de Los Morros dans l'État de Guárico)
- Santa María
- Villa de Cura